# Emeleusit
Emeleusit ist ein sehr selten vorkommendes Mineral aus der Mineralklasse der „Silikate und Germanate“ mit der chemischen Zusammensetzung Na2LiFe3+[Si6O15] und ist damit chemisch gesehen ein Natrium-Lithium-Eisen-Silikat, das strukturell zu den Ketten- und Bandsilikaten zählt.
Emeleusit kristallisiert im orthorhombischen Kristallsystem, entwickelt aber nur winzige farblose oder cremerosa Kristalle bis etwa zwei Millimeter Länge mit tafeligem oder durch Zwillingsbildung pseudohexagonalem Habitus. Meist tritt er in Form körniger Mineral-Aggregate auf.

## Etymologie und Geschichte
Erstmals entdeckt wurde Emeleusit in der Ilimaussaq-Intrusion im Kangerdluarssuq-Fjord nahe Narsaq (Kommune Kujalleq) im Südwesten von Grönland und beschrieben durch B. G. J. Upton, P. G. Hill, O. Johnsen und O. V. Petersen, die das Mineral zu Ehren von Dr. Charles Henry Emeleus von der University of Durham in England benannten.
Typmaterial des Minerals wird an der Universität Kopenhagen in Dänemark; in der Geologischen Abteilung der University of Edinburgh in Schottland; Natural History Museum in London, Großbritannien (Katalog-Nr. 1987,118) und im National Museum of Natural History in Washington, D. C., USA (Katalog-Nr. 146464) aufbewahrt.

## Klassifikation
In der veralteten 8. Auflage der Mineralsystematik nach Strunz war der Emeleusit noch nicht aufgeführt.
In der zuletzt 2018 überarbeiteten Lapis-Systematik nach Stefan Weiß, die formal auf der alten Systematik von Karl Hugo Strunz in der 8. Auflage basiert, erhielt das Mineral die System- und Mineralnummer VIII/E.22-100. Dies entspricht der Klasse der „Silikate“ und dort der Abteilung „Ringsilikate“, wo Emeleusit zusammen mit Agakhanovit-(Y), Almarudit, Armenit, Berezanskit, Brannockit, Chayesit, Darapiosit, Dusmatovit, Eifelit, Faizievit, Friedrichbeckeit, Klöchit, Lipuit, Merrihueit, Milarit, Oftedalit, Osumilith, Osumilith-(Mg), Poudretteit, Roedderit, Shibkovit, Sogdianit, Sugilith, Trattnerit, Yagiit und Yakovenchukit-(Y) die „Doppelte Sechserringe [Si12O30]12− – Milarit-Osumilith-Gruppe“ mit der Systemnummer VIII/E.22 bildet.
Die von der International Mineralogical Association (IMA) zuletzt 2009 aktualisierte 9. Auflage der Strunz’schen Mineralsystematik ordnet den Emeleusit in die Klasse der „Silikate und Germanate“ und dort in die Abteilung „Ketten- und Bandsilikate (Inosilikate)“ ein. Hier ist das Mineral in der Unterabteilung „Ketten- und Bandsilikate mit 6-periodischen Doppelketten“ zu finden, wo es zusammen mit Tuhualith und Zektzerit die „Tuhualithgruppe“ mit der Systemnummer 9.DN.05 bildet.
In der vorwiegend im englischen Sprachraum gebräuchlichen Systematik der Minerale nach Dana hat Emeleusit die System- und Mineralnummer 66.03.04.03. Das entspricht der Klasse der „Silikate“ und dort der Abteilung „Kettensilikate: Doppelte unverzweigte Ketten, W=2“. Hier findet er sich innerhalb der Unterabteilung „Kettensilikate: Doppelte unverzweigte Ketten, W=2 mit Ketten P>2“ in der „P=6 (Tuhualithgruppe)“, in der auch Tuhualith und Zektzerit eingeordnet sind.

## Kristallstruktur
Emeleusit kristallisiert orthorhombisch in der Raumgruppe Cmce (Raumgruppen-Nr. 64) mit den Gitterparametern a = 14,00 Å; b = 17,34 Å und c = 10,07 Å sowie 8 Formeleinheiten pro Elementarzelle.

## Bildung und Fundorte
Emeleusit bildete sich als akzessorischer Bestandteil eines peralkalischen Trachyt-Dykes, in aegirin- und albitreichen Schichten. Neben den bereits genannten traten noch Apatit, Calcit, verschiedene Glimmer, titanhaltiger Narsarsukit, zinkhaltiger Nordit, Pektolith, Quarz, Riebeckit, Thorit und Zirkon als Begleitminerale auf.
Außer seiner Typlokalität, der Ilimaussaq-Intrusion bei Narsaq in Grönland, sind bisher keine weiteren Fundorte für Emeleusit bekannt.